# Calamus reyesianus
Calamus reyesianus är en enhjärtbladig växtart som beskrevs av Odoardo Beccari. Calamus reyesianus ingår i släktet Calamus och familjen Arecaceae. Inga underarter finns listade i Catalogue of Life.